# Julia Ducournau
Julia Ducournau (sinh ngày 18 tháng 11 năm 1983) là một nhà biên kịch kiêm đạo diễn điện ảnh người Pháp. Cô nổi tiếng nhất với bộ phim Raw. Các tác phẩm của cô thường thuộc thể loại kinh dị thể xác. Tại Liên hoan phim Cannes 2021, cô đã giành giải Cành cọ vàng cho bộ phim Titane.

## Xuất thân và sự nghiệp
Julia Ducournau theo học khoa biên kịch, trường La Fémis. Bộ phim đầu tiên của cô, Junior, nói về một cô gái "sau khi nhiễm bệnh dạ dày" thì bắt đầu "tự lột da" như rắn. Năm 2011, Junior giành giải Petit Rail d'Or tại Liên hoan phim Cannes 2011. Năm 2012, Ducournau cho ra mắt bộ phim điện ảnh truyền hình có tựa Mange. Phim này theo chân một cô gái sau khi hết chứng háu ăn đang tìm cách để "trả thù kẻ hành hạ cô ở trường đại học." Bộ phm điện ảnh đầu tay Raw là tác phẩm thành công nhất của cô tính đến nay. Dự án đã được phát triển thông qua chương trình TorinoFilmLab Framework vào năm 2013. Raw được trình chiếu tại hạng mục Tuần phê bình phim quốc tế ở Liên hoan phim Cannnes 2016. Tháng 10 năm 2016, Raw thắng giải Sutherland cho Phim truyện đầu tay xuất sắc nhất ở Liên hoan phim Luân Đôn. Theo David Fear của tờ Rolling Stones, Raw là ứng viên cho "tác phẩm phim kinh dị hay nhất thập kỷ." Mùa thu năm 2019, bộ phim mới nhất của Ducournau là Titane được hãng Neon mua để phân phối. Đây là một thương vụ đặc biệt bởi hãng phân phối phim Neon muốn mở rộng thư viện điện ảnh Pháp của hãng. Tại Liên hoan phim Cannes 2021, Titane đoạt Cành cọ vàng, biến Ducournau thành nữ đạo diễn thứ hai trong lịch sử thắng giải này.

## Đề tài và lối làm phim
Xavier phân loại các bộ phim của Ducournau là "chủ nghĩa anh hùng kinh dị kiểu gothic." Cách phân loại trên được minh họa bằng những chi tiết "kinh dị cơ thể sinh động" có mặt trong tất cả những bộ phim của cô. Ducournau cho biết, "niềm đam mê xác thịt của cô bắt nguồn từ thời thơ ấu" bởi cha mẹ cô đều là bác sĩ. Cũng theo Ducournau, lối nói về cơ thể con người của cha mẹ cô từ khi cô còn bé đã truyền cho cô phong cách biểu hiện nghệ thuật xuất hiện trong những bộ phim sau này. Ví dụ, cô phát biểu trong một buổi phỏng vấn với Guardian rằng "các bác sĩ có cách nói chuyện vừa rất trực diện vừa hời hợt về cơ thể và cái chết." Nhà báo Alex Godfrey của Guardian minh họa "niềm đam mê xác thịt" kia có thể thấy rõ qua cách nữ đạo diễn sử dụng góc máy ghi hình "không hề nao núng" trong Raw, với những pha cận cảnh "không khoan nhượng" và "sự hung bạo không nên được tôn vinh."

## Danh sách phim
| Năm  | Tựa phim | Ghi công | Ghi công | Ghi chú |
| Năm  | Tựa phim | Đạo diễn | Tác giả  | Ghi chú |
| ---- | -------- | -------- | -------- | --- |
| 2011 | Junior   | Có       | Có       | Phim ngắn Liên hoan phim Cannes – Petit Rail d'Or |
| 2012 | Mange    | Có       | Có       | phim điện ảnh truyền hình; đồng đạo diễn |
| 2016 | Raw      | Có       | Có       | Austin Fantastic Fest - Đạo diễn xuất sắc nhất (Next Wave Features) Liên hoan phim Cannes – Giải FIPRESCI Film Fest Gent - Giải Khám phá Liên hoan phim Luân Đôn – Giải Sutherland Liên hoan phim Sitges - Giải Citizen Kane cho đạo diễn mới phát hiện xuất sắc nhất Liên hoan phim Sitges - Giải Carnet Jove của ban giám khảo cho phim truyện dài xuất sắc nhất Liên hoan phim Sitges - Méliès d'Argent cho phim truyện dài châu Âu xuất sắc nhất Prix Louis Delluc 2017 |
| 2021 | Titane   | Có       | Có       | Liên hoan phim Cannes – Cành cọ vàng |

### Tác phẩm khác
- The Wakhan Front (2015) (cố vấn kịch bản)
- A Taste of Ink (2016) (cố vấn kịch bản)